# Keskijärvi (sjö i Finland, Lappland, lat 67,87, long 24,93)
Keskijärvi är en sjö i Finland. Den ligger i kommunen Kittilä i landskapet Lappland, i den norra delen av landet, 900 km norr om huvudstaden Helsingfors. Keskijärvi ligger 189,7 meter över havet.'LMV'/> Den ligger vid sjöarna Rautusjärvi och Munajärvi.Arean är 2,3 hektar och strandlinjen är 0,6 kilometer lång. Sjön  ingår i Kemi älvs huvudavrinningsområde. 